# Konrad Altheimer
Konrad Altheimer (* 1431 in Weißenburg, Franken; † 20. November 1509 in Olmütz) war 1490–1497 Administrator des Bistums Olmütz und ab 1498 Weihbischof in Olmütz. 1493 bis 1504 bekleidete er das Amt des Dekans des Olmützer Domkapitels. Zudem verfasste er eine Landesbeschreibung Mährens.

## Leben
Konrad Altheimer studierte in Italien und in Wien, wo er erstmals für das Jahr 1450 in den Universitäts-Matrikeln belegt ist. 1457 bis 1460 wirkte er an der Universität Wien als Magister. Vermutlich in diesen Jahren erhielt er ein Kanonikat bei der Wiener Domkirche St. Stephan, auf das er 1508 resignierte. Seit 1467 hatte er zudem ein Kanonikat in Olmütz inne, wo er 1490 zum Archidiakon aufstieg.
Nach der Resignation des Olmützer Administrators Johann Filipec 1490 wurden die Domherren Konrad Altheimer, Daniel von Kosteletz und Johann von Jamnitz wiederum mit einer Administratur betraut, da die vom Papst ernannten Bischöfe Ardicino della Porta (1489–1492) und Johannes XV. Borgia (1493–1497) nicht in Olmütz residierten. 1493 stieg Konrad Altheimer zum Dekan des Domkapitels auf. Nach dem Amtsantritt des Bischofs Stanislaus Thurzo 1497 wurde Konrad Altheimer 1498 zum Weihbischof ernannt. 1500 resignierte er auf das Archidiakonat, 1504 auf das Dekanat.
Literarische Bedeutung erlangte Konrad Altheimer durch eine Landesbeschreibung Mährens, die er zwischen 1504 und 1509 unter dem Titel „De origine, moribus et vestitu Hannatorum“ schrieb, aber nicht veröffentlichte. Die im 18. Jh. kurz aufgefundene Handschrift ist seitdem wieder verschollen.